# Christian Poulsen
Christian Bager Poulsen (Asnæs, 28 de fevereiro de 1980) é um ex-futebolista e atual auxiliar dinamarquês.

## Carreira
Poulsen se profissionalizou no Holbæk.

## Seleção
Disputou as Copas do Mundo de 2002 e 2010 pela sua Seleção Dinamarquesa. É conhecido por ser um jogador de forte marcação e vigor físico.

## Títulos
FC Copenhague
- Superliga Dinamarquesa: 2000-01

Schalke 04
- Copa da Liga Alemã: 2005

Sevilla
- UEFA Super Cup: 2006
- UEFA Cup: 2007
- Copa del Rey: 2007
- Supercopa de España: 2007

Ajax
- Eredivisie: 2012-13